# Historias de cronopios y de famas
Historias de cronopios y de famas es una obra fantástica del escritor argentino Julio Cortázar publicada en 1962 por la Editorial Minotauro. Esta obra se caracteriza esencialmente por ser escrita a base de fragmentos, microrrelatos y con un surrealismo que conlleva al desarrollo de la imaginación. Es considerada una de las obras fundamentales del escritor.

## Análisis de la obra
En este libro, sobre todo en la cuarta y última parte, Cortázar describe a los actores sociales de su época. La clase alta, la burguesía argentina de los años 50-60, es representada por los famas.
En el programa A fondo, del entrevistador Joaquín Soler Serrano, al pedido del periodista de que explicara qué era un cronopio, Cortázar explicó:

Vino así, el nombre y la imagen, y es por eso que al principio cuando se los define, se busca la definición en el mismo libro; empecé a escribir sin saber cómo eran y luego ya tomaron un aspecto humano… Relativamente humano, porque nunca son completamente seres humanos, con esas conductas especiales de los cronopios que son un poco la conducta del poeta, del asocial, del hombre que vive un poco al margen de las cosas; frente a los cuales se plantan los famas que son los grandes gerentes de los bancos, presidentes de las repúblicas, de la gente formal que defiende un orden.

Continuó con una explicación de las esperanzas:

Las esperanzas son personajes intermedios, que están un poco a mitad de camino, sometidas a la influencia de los famas o de los cronopios, según las circunstancias.

## Microrrelatos
Este libro contiene, entre otros, los siguientes títulos:
- Progreso y retroceso
- Terapias
- Lo particular y lo universal
- Los exploradores
- Educación de príncipe
- Telegramas
- Sus historias naturales
- Costumbres de los famas
- El baile de los famas
- Alegría del cronopio
- Tristeza del cronopio
- negor

- Conservación de los recuerdos
- Relojes
- El almuerzo
- Pañuelos
- Comercio
- Filantropía
- El canto de los cronopios
- Historia
- La cucharada estrecha
- La foto salió movida
- Eugenesia
- Su fe en las ciencias
- Inconvenientes en los servicios públicos
- Haga como si estuviera en casa
- Instrucciones para matar hormigas en Roma
- Simulacro
- Instrucciones para dar cuerda al reloj
- Preámbulo a las instrucciones para dar cuerda al reloj
- Instrucciones para subir las escaleras
- Instrucciones para entender tres pinturas famosas
- Maravillosas ocupaciones
- Fin del mundo fin
- Camello declarado indeseable
- Aplastamiento de las gotas
- Cuento sin moraleja
- Etiquetas y prelaciones
- Correos y telecomunicaciones
- Perdida y recuperación del pelo
- Tía en dificultades
- Tía explicada o no
- Los posatigres
- Conducta en los velorios
- Instrucciones para llorar
- Instrucciones-ejemplos sobre la forma de tener miedo

## Ediciones

### En español[3]
- Cortázar, J. (1962). Historia de Cronopios y Famas. Buenos Aires, Argentina: Minotauro (1.ª edición)
- -- (1964). Historia de Cronopios y Famas. Buenos Aires, Argentina: Minotauro (2.ª edición)
- -- (1966). Historia de Cronopios y Famas. Buenos Aires, Argentina: Minotauro (3.ª edición)
- -- (1968). Historia de Cronopios y Famas. Buenos Aires, Argentina: Minotauro (4.ª edición)
- -- (1969). Historia de Cronopios y Famas. Buenos Aires, Argentina: Minotauro (5.ª edición)
- -- (1970). Historia de Cronopios y Famas. Barcelona, España: Edhasa (1.ª edición en España)